# Skye Bridge
Skye Bridge (gaelsky Drochaid an Eilein Sgitheanaich), česky Skyeský most, je silniční most, který překlenuje průliv Loch Alsh mezi obcí Kyleakin na ostrově Skye a ostrůvkem Eilean Bàn (v překladu ze skotské gaelštiny Bílý ostrov), který se nachází uprostřed mořské úžiny. V dalším úseku je spojnicí mezi Eilean Bàn a pevninou tzv. Carrich Viaduct, který je zhruba ještě o 100 metrů delší, než zmíněný obloukový most s dvěma pilíři. Název Skye Bridge se ovšem často užívá nejen pro samotný most, ale pro celé spojení mezi skotskou pevninou a ostrovem Skye. Most je součástí silnice A87 z Invergarry do Kyle of Lochalsh a dále na ostrově Skye přes Kyleakin, Broadford a Portree až do přístavu Uig na západním pobřeží poloostrova Trotternish.

## Historie
Překonání mořské úžiny mezi obcemi Kyle of Lochalsh na pevnině a Kyleakin představovalo již po staletí tradiční spojení mezi severozápadním Skotskem a ostrovem Skye. Pravidelné spojení zde zajišťovali soukromí lodní dopravci zhruba od roku 1600 a tuto tradici ve 20. století převzala společnost Caledonian MacBrayne, která provozuje trajekty v oblasti Vnitřních a Vnějších Hebrid.
Již od 19. století, kdy bylo vybudováno silniční a železniční spojení z centrální části Skotska do Kyle of Lochalsh, se objevovaly úvahy a návrhy na výstavbu mostu na Skye. Ačkoliv zde byly podmínky pro stavbu o něco příznivější, než v případě Forth Bridge u Edinburghu, záměr nebyl dlouho realizován. Hlavním důvodem odkladů byla odlehlost ostrova Skye a malá početnost místní populace.

## Stavba mostu
V druhé polovině 20. století se v důsledku určitého ekonomického rozvoje hebridského souostroví a zvýšeného turistického ruchu otázka výstavby mostu opět dostala na pořad dne.

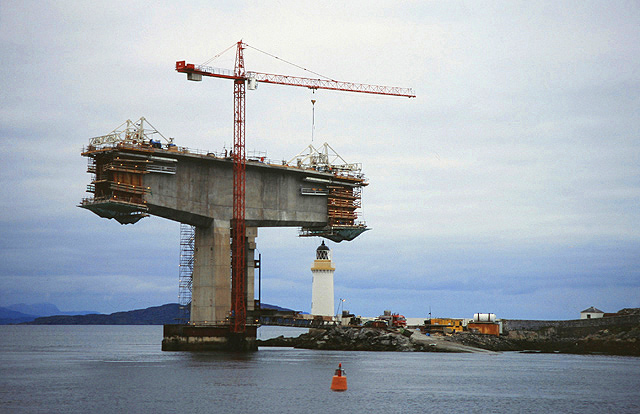
Stavba mostu mezi Kyleakinem a Eilean Bàn (září 1994)

V roce 1989 vyhlásil James Douglas-Hamilton, baron Selkirk z Douglasu, poslanec britského parlamentu za konzervativní stranu a státní podtajemník pro Skotsko (Under-Secretary of State for Scotland) veřejnou soutěž na stavbu silničního mostu přes úžinu Loch Alsh. Již v této fázi byl most plánován jako toll bridge – most, na němž je vybíráno mýtné. Realizaci zakázky získalo konsorcium Miller-Dywidag, které tvořila skotská stavební firma Miller Construction, německá strojírenská společnost DYWIDAG Systems International a Bank of America. Ve spolupráci se společností Arup Group byl navržen most s jedním obloukem a dvěma pilíři, spočívajícími na kesonech. Stavba byla zahájena v roce 1992 a dokončena za tři roky. Most byl slavnostně otevřen 16. října 1995 za přítomnosti Michaela Forsytha, státního tajemníka pro Skotsko ve vládě Johna Majora. Náklady na výstavbu mostu a mimo jiné též na odškodnění za ukončení lodní přepravy měly představovat zhruba 15 miliónů liber, vzhledem k prodlevám a změnám během stavby byla podle zjištění britských médií skutečnost asi o 10 miliónů liber vyšší.

## Kontroverzní mýtné
Vzhledem k tomu, že stavbu nefinancoval stát, nýbrž soukromá Private Finance Iniciative (PFI), za použití mostu bylo stanoveno mýtné. Výše mýtného vzápětí způsobila u obyvatel ostrova Skye i jeho návštěvníků velké pobouření. Zatímco původně předpokládaná výše poplatku byla 40 pencí, v roce 2004 účtoval koncesionář, Skye Bridge Ltd, zpáteční poplatek za použití mostu ve výši 11,40 liber, což bylo čtrnáctkrát více, než činilo mýtné na mostě Forth Road Bridge, který je navíc dvojnásobně delší. Mnozí navíc poukazovali na to, že v době výstavby Skye Bridge byly postaveny některé menší mosty mezi ostrovy v Hebridách a na těchto mostech nebylo stanoveno žádné mýtné. Vžilo se rčení, že "Skye Bridge je jediné místo na světě, kde budete oloupeni a dostanete na to stvrzenku." Odpor neustával, vznikla občanská iniciativa SKAT (Skye and Kyle Against Tools) a nechyběly ani protesty ve formě odmítání placení mýtného. Celkem na 500 odpůrců mýtného bylo v průběhu prvních let provozu mostu zatčeno a 130 z nich bylo odsouzeno k pokutám či krátkodobému vězení. Mezi obviněnými odmítači mýtného byla dokonce i Clodagh Mackenzie, stará dáma, jejíž pozemky v Kyleakinu byly vykoupeny pro stavbu mostu. Objevily se také pochybnosti o legálnosti výběru mýtného na Skye Bridge, avšak příslušné podklady nakonec nebyly zveřejněny s odvoláním na hospodářské tajemství.

## Vykoupení mostu
Po ustanovení Skotského parlamentu v roce 1998 vznikla koalice skotské Labour Party se skotskými liberálními demokraty a tato koalice si jako jednu ze svých priorit stanovila zrušení mýtného na Skye Bridge. Realizaci tohoto záměru napomohlo, že odpovědnost za správu silniční sítě ve Skotsku byla přenesena z Londýna na skotskou vládu. V červnu 2004 oznámil Jim Wallace, ministr skotské vlády, že se připravuje vykoupení mostu a zrušení mýtného. Zpráva o uskutečnění tohoto záměru byla pak oznámena 21. prosince 2004. Most byl vykoupen od soukromé společnosti za 27 miliónů liber. Za deset let provozu konsorcium vydělalo na mýtném 33,3 miliónů liber, přičemž provozní náklady na údržbu mostu představovaly 3,5 miliónů liber, tj. zhruba jen desetinu celkového zisku. O historii bojů proti mýtnému na Skye Bridge natočila BBC filmový dokument.